# SV Viktoria 1924 Stralsund
SV Viktoria 1924 Stralsund was een Duitse voetbalclub uit Stralsund, Mecklenburg-Voor-Pommeren.

## Geschiedenis
De club werd opgericht in 1924. De club speelde in de competitie van Voor-Pommeren en werd in 1931 kampioen waardoor ze zich plaatsten voor de Pommerse eindronde. De club verloor met 3:2 van Stettiner SC Rasenfreunde.
In 1933 kwalificeerde de club zich voor de nieuwe Gauliga Pommern, een van de nieuwe hoogste klassen van het Duitse Rijk. Viktoria werd afgetekend laatste met slechts één overwinning op twaalf wedstrijden. Hierna speelde de club niet meer in de hoogste klasse. Na de Tweede Wereldoorlog werden alle Duitse clubs ontbonden. De club werd niet meer heropgericht, pas begin jaren vijftig werd een nieuwe club opgericht in Stralsund.

## Erelijst
Kampioen Voor-Pommeren
1931